# Adolph Arendrup
Søren Adolph Arendrup (12. juli 1834 i Frederikshavn – 16. november 1875 ved Gundet, Eritrea) var en dansk officer, bror til Albert, Christian, Emil, og Herluf Arendrup.

## Uddannelse og dansk karriere
Arendrup var søn af garnisonskirurg, senere stiftsfysikus over Fyns Stift og justitsråd Christian Rasmus Arendrup (1803-1871) og Nanna Marie Henne (1811-1899). Han fik sin første undervisning i Jylland og kom dernæst på Sorø Akademi, men inden han var færdig med sin studentereksamen, indtrådte han 1855 som elev på Den kongelige militære Højskole og afgik 1859 fra højskolen som sekondløjtnant af artilleriet med anciennitet fra 1857. Efter i maj 1863 at være blevet premierløjtnant ved 1. artilleriregiment, kommanderedes han samme år som kontrolofficer til kanonstøberiet i Finspång, og her fandt han en selvstændig virksomhed, hvor hans dygtighed, samvittighedsfuldhed og sikre optræden ret kunne gøre sig gældende, således at han snart vandt et Navn som en dygtig teknisk officer, hvorom også forskellige afhandlinger, navnlig i Tidsskrift for Krigsvæsen, bærer vidnesbyrd. Efter at have kontrolleret den første leverance af vort første egentlige panserbrydende skyts (11 tommers forladekanoner) hædredes han i 1871 med Dannebrogordenens Ridderkors.

## I egyptisk tjeneste og død
15. november 1860 havde Arendrup i Garnisons Kirke ægtet Louise Camilla Mourier (25. november 1835 i Tranquebar – 13. februar 1868 i København), datter af viceadmiral, ordensmarskal Konrad Emil Mourier (1795-1865) og Constance M. Minister (1808-1865), men efter 7 års samliv døde hun, og da lægerne frygtede for, at hans hustrus lungesygdom kunne have smittet ham, gjorde han tvende rejser til Egypten for at genvinde sit helbred. Under den sidste gjorde han bekendtskab med chefen for den ægyptiske generalstab, Charles Pomeroy Stone, en forhenværende amerikansk officer. Dette foranledigede, at han fik tilbud om at gøre tjeneste i den ægyptiske hær, hvilket modtoges, og han udnævntes da til oberstløjtnant i generalstaben, i hvilken stilling han navnlig beskæftigede sig med organisatoriske og tekniske spørgsmål. Da han måtte opgive håbet om at kunne vende tilbage til Danmark, erholdt han i november 1874 sin afsked fra den danske hær med pension og kaptajns karakter. Kort forinden (28. august 1873) havde han i Fontainebleau ægtet Miss Edith Mary Courtauld (1. september 1846 i Bocking, Essex – ca. 1934 i London), en engelsk dame af anset familie, datter af fabrikejer John Minton Courtauld (1807-1877) og Sarah Bromley (1814-1855).
Efter at være blevet oberst og adjudant hos khediven Ismail Pascha fik han i sommeren 1875 det hverv at føre en ekspedition mod abyssinierne, på grund af en konflikt ved Ægyptens sydlige grænse. I begyndelsen kastede egypterne abyssinierne tilbage, men i midten af november (rimeligvis den 16.) kom det til et sammenstød ved Gondet (ikke langt fra Mareb-floden) , som egypterne tabte, hvorved Adolph Arendrup, flere andre officerer og henved 1000 menige døde under et 12 timer langt slag. Kun tre mand undslap levende.
Der findes et tegning af Arendrup. Desuden litografi 1871, efter foto. Flere xylografier fra 1875–76. Fotografier af bl.a. Georg E. Hansen.